# ルリハタ
ルリハタ（瑠璃羽太、学名：Aulacocephalus temminckii）は、スズキ目・ハタ科に分類されるハタの一種。地方名として「アブラウオ」とも呼ばれる。ルリハタ属 Aulacocephalus に属する唯一の種である。

## 分類
本種は1854年にオランダの魚類学者、爬虫両生類学者、医師であるピーター・ブリーカーによって正式に記載された。
ルリハタ属は1843年にオランダの動物学者であるコンラート・ヤコブ・テミンクとその弟子でドイツの魚類学者であるヘルマン・シュレーゲルによって記載された。
属名はギリシャ語で「笛」を意味するaulosと「頭」を意味するkephalesの合成語である。

## 分布
南日本の太平洋沿岸部、インド・西太平洋域に分布する。紅海北部、南アフリカ北部沖、モザンビーク南部、インド洋西部ではコモロ諸島、レユニオン、モーリシャス、モルディブから記録されている。西太平洋では、北は南日本、韓国沖、台湾沖、中国南部、タイ沖やフィリピン、オーストラリア、ニュージーランド、ノーフォーク島、フランス領ポリネシア沖に分布する。

## 生態
水深10m～70mの岩礁域に生息し、海中洞窟や岩の隙間で生活する。刺激を与えると皮膚から粘液毒（グラミスチン）を出す。肉食性で、魚類や甲殻類を捕食する。

## 特徴
体長25cm。体は鮮やかな青色で、口から目を通って尾鰭まで続く、体の背縁にそった目立つ鮮黄色帯がある。幼魚は体が黄色く、体側面上部が藍色。口は大きい。背鰭が9棘12本の軟条、臀鰭は3棘9本の軟条からなる。尾鰭は丸みを帯びた截形。

## 人との関わり
鮮やかな体色のため、まれに観賞魚としてアクアリウムで飼育される。